# Bryan Johnson (empresário)
Bryan Johnson (nascido em 22 de agosto de 1977) é um empresário americano, capitalista de risco, escritor e autor. Ele é o fundador e CEO da Kernel, uma empresa que cria dispositivos que monitoram e registram a atividade cerebral, e da OS Fund, uma empresa de capital de risco que investe em empresas de ciência e tecnologia em estágio inicial.
Johnson também foi o fundador, presidente e CEO da Braintree, uma empresa especializada em sistemas de pagamento móvel e pela web para empresas de comércio eletrônico. A Braintree adquiriu a Venmo em 2012 por US$ 26,2 milhões; a entidade combinada foi adquirida pelo PayPal por US$ 800 milhões em 2013.
Johnson recebeu atenção da mídia por seu projeto de antienvelhecimento, à qual ele se refere como "Projeto Blueprint".

## Início da vida e educação
Johnson nasceu em Provo, Utah, e foi criado em Springville, Utah, como o filho do meio de três irmãos e uma irmã. Depois que seus pais se divorciaram, Johnson morou com sua mãe e seu padrasto, que era dono de uma empresa de caminhões. Aos 19 anos, Johnson se tornou um missionário, algo habitual para os rapazes da Igreja de Jesus Cristo dos Santos dos Últimos Dias, e passou dois anos no Equador.
Johnson obteve um BA em Estudos Internacionais pela Universidade Brigham Young em 2003 e também obteve um MBA pela Escola de Negócios Booth da Universidade de Chicago em 2007.

## Carreira profissional

### Empreendimentos iniciais
Johnson lançou três startups entre 1999 e 2003. A primeira vendia telefones celulares e ajudou a pagar pelos estudos na Brigham Young University. Johnson contratou outros estudantes universitários para vender planos de serviço e telefones celulares; Johnson ganhava cerca de US$ 300 de comissão por cada venda.
Ele também abriu duas outras empresas. A Inquist, uma empresa de VoIP que Johnson co-fundou com três outros sócios, combinava recursos da Vonage e do Skype. Depois disso, ele se juntou ao irmão e a outro sócio em um projeto imobiliário de US$ 70 milhões em 2001. O projeto não atingiu as metas de vendas.

### Braintree
Johnson fundou a Braintree em 2007. A empresa ficou em 47º lugar na lista de 2011 da revista Inc. das 500 empresas de crescimento mais rápido e em 415º lugar em 2012. Naquele ano, a Braintree comprou o Venmo, um aplicativo que permite aos usuários enviar e receber dinheiro uns dos outros eletronicamente, por US$ 26,2 milhões.
Em setembro de 2013, a empresa anunciou que estava processando US$ 12 bilhões em pagamentos anualmente, sendo US$ 4 bilhões em dispositivos móveis. Pouco tempo depois, em 26 de setembro de 2013, a empresa foi adquirida pelo PayPal, então parte do eBay, por US$ 800 milhões. A revista Time publicou que Johnson saiu da venda do Braintree Venmo com mais de US$ 300 milhões.

### OS Fund
Em outubro de 2014, Johnson anunciou a criação da OS Fund, que ele apoiou com US$ 100 milhões de seu capital pessoal.

### Kernel
Johnson fundou a Kernel em 2016, investindo US$ 100 milhões de seu próprio dinheiro para lançar a empresa. Posteriormente, a empresa mudou seu foco para a criação de hardware que mede sinais elétricos e hemodinâmicos produzidos pelo cérebro. Em 2020, a Kernel apresentou um par de dispositivos semelhantes a capacetes que podem ver e registrar a atividade cerebral. Os tópicos que podem ser estudados a partir do uso dos capacetes podem incluir a doença de Alzheimer, o envelhecimento, concussões, estados de meditação e derrames. A empresa disse que os dispositivos podem ser usados para ajudar indivíduos paralisados a se comunicar ou pessoas com problemas de saúde mental a acessar novos tipos de terapia.
Em julho de 2020, a Kernel havia arrecadado US$ 53 milhões de investidores externos, após o investimento de US$ 54 milhões de Johnson na empresa desde sua criação.

## Projeto Blueprint
Em 13 de outubro de 2021, Johnson anunciou um projeto de antienvelhecimento chamado "Projeto Blueprint." Johnson afirma ter melhorado certos biomarcadores por meio de práticas que incluem restrição calórica e jejum intermitente, grande número de suplementos e medicamentos, um cronograma de sono rigoroso e testes de diagnóstico frequentes, entre outros métodos. Ele também se submeteu a uma série de seis transfusões mensais de plasma de 1 litro, tendo seu filho como doador em uma das transfusões, mas ele diz que não repetirá as transfusões devido à falta de benefícios. A FDA declarou que transfusões como as que Johnson fez não trazem benefícios e podem ser prejudiciais.
Suas tentativas foram recebidas com críticas de alguns especialistas em áreas relacionadas ao envelhecimento. Moshe Szyf, professor de farmacologia da McGill University, expressou ceticismo quanto ao fato de a ciência já ser capaz de obter os resultados notáveis que Johnson afirma estar alcançando. Andrew Steele, cientista e autor, declarou que a genética desempenha o papel mais importante na determinação da expectativa de vida de uma pessoa e que nenhuma das práticas que Johnson está adotando pode mudar a genética.
Johnson segue um regime rigoroso de dieta e estilo de vida em busca do prolongamento da vida.

## Reconhecimento
Johnson recebeu o prêmio de ex-aluno ilustre da University of Chicago em 2016.
Johnson participou do documentário I Am Human, de 2020, sobre interfaces cérebro-máquina.

## Obras publicadas
Johnson contribuiu com um capítulo para o livro Architects of Intelligence: The Truth About AI from the People Building It (2018), do futurista americano Martin Ford.

## Vida pessoal
Johnson tem três filhos com sua ex-esposa.
Ele foi criado como membro da Igreja de Jesus Cristo dos Santos dos Últimos Dias, mas deixou a igreja quando tinha 34 anos. Ele escalou o Monte Kilimanjaro, a montanha mais alta da África, bem como o Toubkal, o pico mais alto do norte da África.